# Shug Fisher
Shug Fisher (26 de septiembre de 1907–16 de marzo de 1984), fue un cantante, compositor y actor de carácter estadounidense, conocido principalmente por ser miembro del grupo musical Sons of the Pioneers y por su participación en los seriales de temática western de Roy Rogers y en series como Gunsmoke y The Beverly Hillbillies. 

## Biografía

### Primeros años
Su verdadero nombre era George Clinton Fisher, Jr., y nació cerca de Chickasha, Oklahoma, en una granja de la familia, siendo el más joven de cuatro hermanos. Su padre era de origen escocés irlandés, y su madre tenía ascendencia Choctaw. El mote Shug se debía a la costumbre que tenía su madre de llamarle Sugar (azúcar) siendo niño. En 1917 la familia se trasladó al Condado de Pittsburg, en Oklahoma, cerca de Indianola. Siendo niño se sintió atraído por la mandolina y el violín, aprendió la guitarra con su padre, y a los 16 años tocaba con él en bailes locales. Tras ver en 1924 a un comediante que formaba parte de un medicine show, o espectáculo de curandero,  decidió dedicarse al mundo del espectáculo.
En 1925 Fisher, su padre y un amigo viajaron al San Joaquin Valley de California, donde trabajó en tareas diversas, entre ellas recoger fruta. Siguió tocando el violín en eventos sociales y en bailes, y en 1927 se le solicitó actuar en la emisora radiofónica de The Fresno Bee, pero con efectos publicitarios.

### Llegada a Los Ángeles
En 1931 Tom Murray, que acababa de dejar los Beverly Hill Billies, ofreció a Fisher un puesto en su Nuevo grupo, el Hollywood Hillbillies, con base en Los Ángeles. Fisher aprendió a tocar el contrabajo con el grupo y afirmaba ser uno de los primeros en tocar el instrumento en una banda de country. Los Hillbillies actuaron en el programa radiofónico Hollywood Breakfast Club y se hicieron populares en la zona de Los Ángeles, aunque sus ingresos eran escasos.
A finales de 1933, Fisher y Ken Carson abandonaron el grupo para juntarse a varios componentes de los Beverly Hill Billies que se habían trasladado a San Francisco. El grupo resultante fue idea del director de la emisora KSPN (AM), que les promovió como auténticos músicos "hillbilly (rústicos o montañeses)" que él había "descubierto." Como parte de la estratagema, los músicos adoptaron nombres montañeses, por lo cual Fisher pasó a ser Aaron Judd y Carson fue Kaleb Winbush. Tras un corto tiempo, Fisher volvió a Los Ángeles, actuando en el programa de Stuart Hamblen Covered Wagon Jubilee.

### Carrera radiofónica en el Medio Oeste
En 1935 Fisher hizo una extensa gira con Roy Faulkner, El Cowboy Solitario, de la emisora XERA-AM en Del Río, Texas. En Council Bluffs, Iowa, Hugh Cross invitó a Fisher a sumarse a WWVA Jamboree. Fisher aceptó y acompañó a Cross a Wheeling, Virginia Occidental, donde grabaron para Decca y se hicieron llamar Hugh and Shug’s Radio Pals, como reflejo a sus frecuentes interpretaciones radiofónicas. 
En 1939 viajaron a Cincinnati, Ohio, donde actuaron en la emisora WLW (AM), en el programa Boone County Jamboree. Fisher conoció allí a Peggy Summers, con la cual se casó. En la emisora hicieron amistad con un joven Merle Travis.
Cuando los Estados Unidos entraron en la Segunda Guerra Mundial en 1941, Fisher volvió a  Los Ángeles a fin de colaborar al esfuerzo de guerra, trabajando principalmente en la Lockheed en Burbank (California). Durante la guerra, Art Rush, director del Hollywood Victory Committee, solicitó su colaboración para entretener a los trabajadores que trabajaban para la defensa.

### Los Sons of the Pioneers
En 1943, Fisher y Ken Carson se unieron a los Sons of the Pioneers, ya que Pat Brady y Lloyd Perryman fueron reclutados. A finales de 1943 formaban el grupo Fisher, Carson, Tim Spencer, Bob Nolan, y Hugh y Karl Farr. Durante la permanencia de Fisher, actuaron en una serie de películas de Roy Rogers, grabaron canciones para lós filmes de John Ford Wagon Master en 1949 y Río Grande en 1950, e interpretaron el tema principal del largometraje The Searchers en 1956.  
Fisher escribió diversas canciones para los Pioneers, incluyendo "Out On The Open Range," "Ridin' Down To Santa Fe," posteriormente grabada por Merle Travis, y "Forgive And Forget." En 1946 Fisher y Travis compusieron "Cincinnati Lou." Fisher también escribió "That's My Paradise," "I'm Not Foolin' Now," "A Million Memories," "Pooey On You, Little Darlin'," un tema que más adelante grabó Ken Curtis, "Lonesome Train Blues" y "Gooseberry Pie".
Fisher dejó el grupo a principios de 1946, cuando Brady volvió de la guerra, pero retornó su puesto en 1949, año en que Brady se fue de nuevo. En 1951 actuó junto a la banda en el Carnegie Hall y participó en el programa de Mutual Broadcasting System Lucky U Ranch. En 1953 Fisher se unió a su amigo Ken Curtis para trabajar en el cine y en la televisión, pero en 1955 volvió otra vez a los Pioneers, reemplazando a Deuce Spriggens. Finalmente, en 1959, dejó definitivamente a la banda, dedicándose, según él mismo decía, a disfrutar de su tiempo libre.

### Carrera televisiva y cinematográfica
Componente de la John Ford Stock Company, Fisher tuvo una extensa carrera como actor de carácter en cine de serie B y en primeros títulos a partir del año 1943. Muchos de sus primeros papeles eran como intérprete junto a los Sons of the Pioneers en películas del cowboy cantante Roy Rogers. Fue también la voz del Tío Pecos, un ratón de animación, en el corto de 1955 de Tom y Jerry Pecos Pest, y fue el autor de la improvisación con la guitarra en la versión de dibujos animados de "Froggie Went A-Courtin."
Fisher también hizo numerosos papeles como actor de reparto en una carrera televisiva de 27 años de duración. A partir de 1956–60, hizo una serie de actuaciones como artista invitado en el show de la ABC-TV de variedades y música country Ozark Jubilee, interviniendo como comediante y cantante.  Junto a Curtis también intervino en la serie Ripcord entre 1962 y 1963, interpretando al piloto Charlie Kern. En la serie Gunsmoke actuó en 22 ocasiones entre 1962 y 1974, en pequeños papeles, y fue Shorty Kellums en 19 episodios de The Beverly Hillbillies, entre 1969 y 1970. Fisher también trabajó en diferentes ocasiones en las series Bonanza, El virginiano, Daniel Boone y Los Dukes de Hazzard.

### Fallecimiento
Shug Fisher vivió en sus últimos años en Studio City (Los Ángeles). Falleció el 16 de marzo de 1984 en Woodland Hills (Los Ángeles), California, tras una lenta enfermedad, teniendo al lado a su viejo amigo Ken Curtis.

## Filmografía
| - Swing Your Partner (1943) - Hoosier Holiday (1943) - Lights of Old Santa Fe (1944) - San Fernando Valley (1944) - Song of Nevada (1944) - The Yellow Rose of Texas (1944) - Along the Navajo Trail (1945) - Bells of Rosarita (1945) - Don't Fence Me In (1945) - The Man from Oklahoma (1945) - Sunset in El Dorado (1945) - Utah (1945) - Ding Dong Williams (1946) - Heldorado (1946) - Home on the Range (1946) - My Pal Trigger (1946) - Rainbow Over Texas (1946) - Roll on Texas Moon (1946) - Song of Arizona (1946) - Under Nevada Skies (1946) - The Last Roundup (1947) - Springtime in the Sierras (1947) - Riders of the Pony Express (1948) - Stallion Canyon (1949) - Susanna Pass (1949) | - Río Grande (1950) - Everybody's Dancin' (1950) - Silver City Bonanza (1951) - Mister Roberts (Escala en Hawaii) (1955) - Pecos Pest (1955), voz de Tío Pecos - The Giant Gila Monster (1959) - Sergeant Rutledge (1960) - The Man Who Shot Liberty Valance (1962) - Cheyenne Autumn (1964) - Git! (1965) - The Adventures of Bullwhip Griffin (1967) - You've Got to Be Smart (1967) - The Reivers (1969) - Cutter's Trail (1969, TV) - Smoke (1970, TV) - Guns of a Stranger (1973) - Key West (1974, TV) - The Castaway Cowboy (1974) - Hog Wild (1974, TV) - Huckleberry Finn (1975, TV) - The Ghost of Cypress Swamp (1977, TV) - The 3,000 Mile Chase (1977, TV) - The Sacketts (1979, TV) - The Apple Dumpling Gang Rides Again (1979) - The Return of the Beverly Hillbillies (1981, TV) |

## Televisión
| - Walt Disney anthology television series (1954) - Have Gun, Will Travel (1957) - Bonanza (1961, 68 y 70) - Ripcord (1962–63) como Charlie Kern - Gunsmoke (1962–1974) - Temple Houston (1963) - Petticoat Junction (1963) - Tammy (1965) - Daniel Boone (1965–66) como Jake Tench - El virginiano (1965–67) - The Legend of Jesse James (1965) - Laredo (1965) - The Wild Wild West (1965) - T.H.E. Cat (1966) | - The Monroes (1966) - Cimarron Strip (1967) - The Beverly Hillbillies (1969–70) como Shorty Kellums - Love, American Style (1972) - This is Your Life (Ken Curtis) (1972) - Petrocelli (1974) - Kolchak: the Night Stalker (1975) - City of Angels (1976) - Lucan (1977) - How the West Was Won (1978) - Starsky y Hutch (1978) - Los Dukes de Hazzard (1979) - Harper Valley PTA (1981) |